# ین ۹۲۴۹
سیارک ۹۲۴۹ (به انگلیسی: 9249 Yen، نامگذاری:4606P-L) نه هزار و دویست و چهل و نهمین سیارک کشف شده‌است که در ۲۴ سپتامبر ۱۹۶۰ کشف شد.
قدر مطلق سیارک برابر ۱۴٫۹۰ است.